# King George V Park
Het King George V Park is een voetbalstadion in St. John's, de hoofdstad van de Canadese provincie Newfoundland en Labrador. Het bevindt zich ongeveer tussen Downtown St. John's en de oostelijke buurt Quidi Vidi, vlak bij de oevers van Quidi Vidi Pond.
Het stadion werd in 1925 gebouwd als nationaal stadion van het toen onafhankelijke Dominion Newfoundland. Het stadion kreeg grondige verbouwing in 2005–2006 waarbij er onder andere kunstgras van het type FieldTurf werd aangebracht. Het stadion biedt plaats aan 10.000 toeschouwers.

## Gebruik
Het stadion is de thuisbasis voor de eerste elftallen van drie amateurvoetbalploegen, namelijk Holy Cross FC, Feildians en St. John's SC. Ook de Memorial Sea-Hawks, de voetbalafdeling van de Memorial University of Newfoundland, gebruikt het King George V Park als thuisbasis.

### Internationaal voetbal
In het King George V Park vond de historische wedstrijd plaats tussen Canada en Honduras tijdens het CONCACAF-kampioenschap van 1985 plaats. Canada won de wedstrijd met 2–1 en daarmee het toernooi, waardoor ze zich tegelijk voor de eerste keer in de geschiedenis kwalificeerden voor een wereldkampioenschap. Het was met 13.000 toeschouwers ook de meest bekeken match ooit in het stadion.
Tijdens het Wereldkampioenschap voetbal onder 16 van 1987 werden er ook wedstrijden in het stadion gespeeld.

### Nationaal voetbal
Het King George V Park was tot op heden zevenmaal het stadion waarin de finale van de Challenge Trophy, de Canadese voetbalbeker voor mannelijke provinciekampioenen, gespeeld werd. Het betreft de finales (inclusief enkele andere matchen) van de seizoenen 1973, 1974, 1989, 2002, 2008, 2016 en 2019. Hetzelfde geldt voor de finales van de Jubilee Trophy, de vrouwelijke amateurbekertegenhanger, voor de edities 1989, 2002, 2008, 2016 en 2019.